# تومي أوكيف
تومي أوكيف (بالإنجليزية: Tommy O'Keefe)‏ مواليد 03 يونيو 1928 في جيرسي سيتي - الوفاة 18 أكتوبر 2015، كان مدرب كرة سلة أمريكي ولاعب. بدأ مسيرته الاحترافية في سنة 1950. تم اختياره من قبل فريق واشنطن كابيتولز خلال الدرافت. بلغ طوله 6 قدم 2 بوصة (1.9 م). اعتزل اللعب في 1951. لعب مع واشنطن كابيتولز وبالتيمور باليتس.

## روابط خارجية
- تومي أوكيف على موقع إن بي أي (الإنجليزية)
- تومي أوكيف على موقع سبورتس رفرنس (الإنجليزية)
- تومي أوكيف على موقع كلية كرة السلة في سبورتس رفرنس.كوم (الإنجليزية)
- تومي أوكيف على موقع ريلجم (الإنجليزية)
- تومي أوكيف على موقع كلية كرة السلة في سبورتس رفرنس.كوم (الإنجليزية)